# T-44
T-44 là thế hệ xe tăng hạng trung được sản xuất gần cuối Chiến tranh thế giới thứ hai của Liên Xô, và là sự kế thừa cho T-34. Khoảng 2.000 T-44 đã được sản xuất,việc thiết kế đã trở thành cơ sở cho các dòng xe tăng chiến đấu chủ lực T-54/55, loại chiếc xe tăng được sản xuất nhiều nhất mọi thời đại.

## Lịch sử phát triển

### Khởi điểm
Đến cuối năm 1940, khi sản xuất T-34 bắt đầu, các nhà kỹ thuật quân sự Hồng quân Liên Xô đã có kế hoạch để cải thiện độ tin cậy và khả năng hoạt động của xe bằng cách áp dụng công nghệ hiện đại hơn.
Thiết kế dự án này đã được chỉ định là T-34M nhằm tăng cường giáp bảo vệ, ba người trong tháp pháo hình lục giác, hệ thống treo thanh xoắn thay vì Christie, bánh xe hấp thụ giảm xóc, gia tăng nhiên liệu và công suất động cơ, và tăng đạn dự trữ (100 viên đạn pháo 76mm thay vì 77 viên trong tiêu chuẩn T-34). Các mô hình ban đầu phát triển động cơ diesel 500 mã lực (373 kW) V-2 12 xi-lanh được thay thế bởi một động cơ diesel 12 xi-lanh mới 600 mã lực (450 kW). Đó là thiết kế xe tăng đầu tiên có vị trí đặt động cơ ngang, mà làm cho nó nhỏ gọn hơn so với T-34 và tạo cho kíp lái nhiều không gian hơn.

### T-34-85
Trong các trận đấu trên Mặt trận phía Đông, có một thực tế trở nên rõ ràng rằng Hồng quân cần một chiếc xe tăng mới, mạnh hơn so với T-34. Họ yêu cầu là nó phải có bảo vệ tốt hơn với một trọng lượng tối thiểu. Năm 1942, dự án thiết kế xe tăng T-43 bắt đầu. Nó có hệ thống treo, tháp pháo mới và ngắn hơn. Tuy nhiên T-43 đã bị hủy bỏ, một số chi tiết trong thiết kế của T-43 được dùng để nâng cấp T-34, dẫn đến một thiết kế mới gọi là T-34-85 mang pháo 85mm và tháp pháo 3 người.
Trận Vòng cung Kursk lần đầu tiên chứng kiến loại xe tăng hạng trung mới của phát xít Đức với cái tên Panther, với sức mạnh vượt trội hoàn toàn so với các xe dòng Panzer IV lúc đó đang là trụ cột trong lực lượng tăng thiết giáp Đức, cũng như đối thủ T-34-76 của Liên Xô. Việc này dẫn tới T-34 cần được nâng cấp, và tới tháng 3-1944 thì loại xe T-34-85 được sản xuất hàng loạt, lắp pháo ZiS-S-53 85mm vốn là pháo phòng không 52-K. Khẩu pháo này đủ sức bắn hạ Tiger I, được trang bị thử nghiệm lên T-34 từ trước trận Kursk nhưng không kịp tham chiến.
Theo những thử nghiệm về sau của Liên Xô trên những chiếc Panther thu được, cũng như kết quả thực tế từ chiến trường, T-34-85 chỉ có thể xuyên thủng phía trước tháp pháo của Panther từ khoảng cách 500 m. Nếu bắn vào giáp sườn thì cả hai loại tăng đều có thể xuyên thủng giáp của nhau từ một khoảng khá xa, tới trên 2.000 mét.

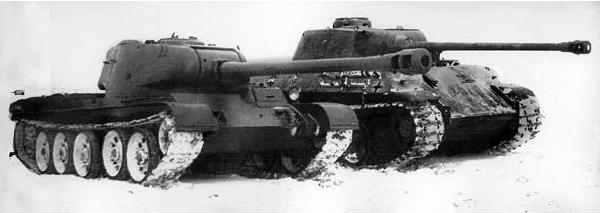
T-44-122 và Panther

Tuy vậy, tháng 10-1943, các kỹ sư Liên Xô đã nhận thấy ngay cả khi được nâng cấp thì T-34 vẫn khó lòng đánh trực diện với hai loại xe tăng hạng nặng Panther và Tiger I. Do đó việc thiết kế một loại xe tăng mới là cần thiết, với tính năng phải mạnh hơn đối thủ (khi so sánh với Tiger I nói riêng và xe tăng hạng nặng nói chung của Đức), và dự án được đặt tên là "dự án 136". Nguyên mẫu đầu tiên được đặt tên được hoàn thiện vào tháng 1-1944 và thêm 2 chiếc nữa vào tháng 2. Vũ khí của 2 chiếc đầu là pháo 85mm D5T tương tự trên T-34-85, xe được đặt tên là T-44-85, trong khi chiếc thứ 3 trang bị pháo D-25-44T 122mm, và được đặt là T-44-122.
T-44-122 đã trải qua nhiều lần thử nghiệm, thậm chí còn được sử dụng để bắn thử trực diện với Panther. Mặc dù hỏa lực vượt trội hơn, tuy nhiên đạn 122mm quá nặng, khiến cho tốc độ bắn tối đa chỉ đạt 3 phát/phút, cũng như cơ số đạn mang theo chỉ có 24 viên. Do đó phiên bản sử dụng pháo 122mm không được tiếp tục thử nghiệm và đưa vào sản xuất hàng loạt.

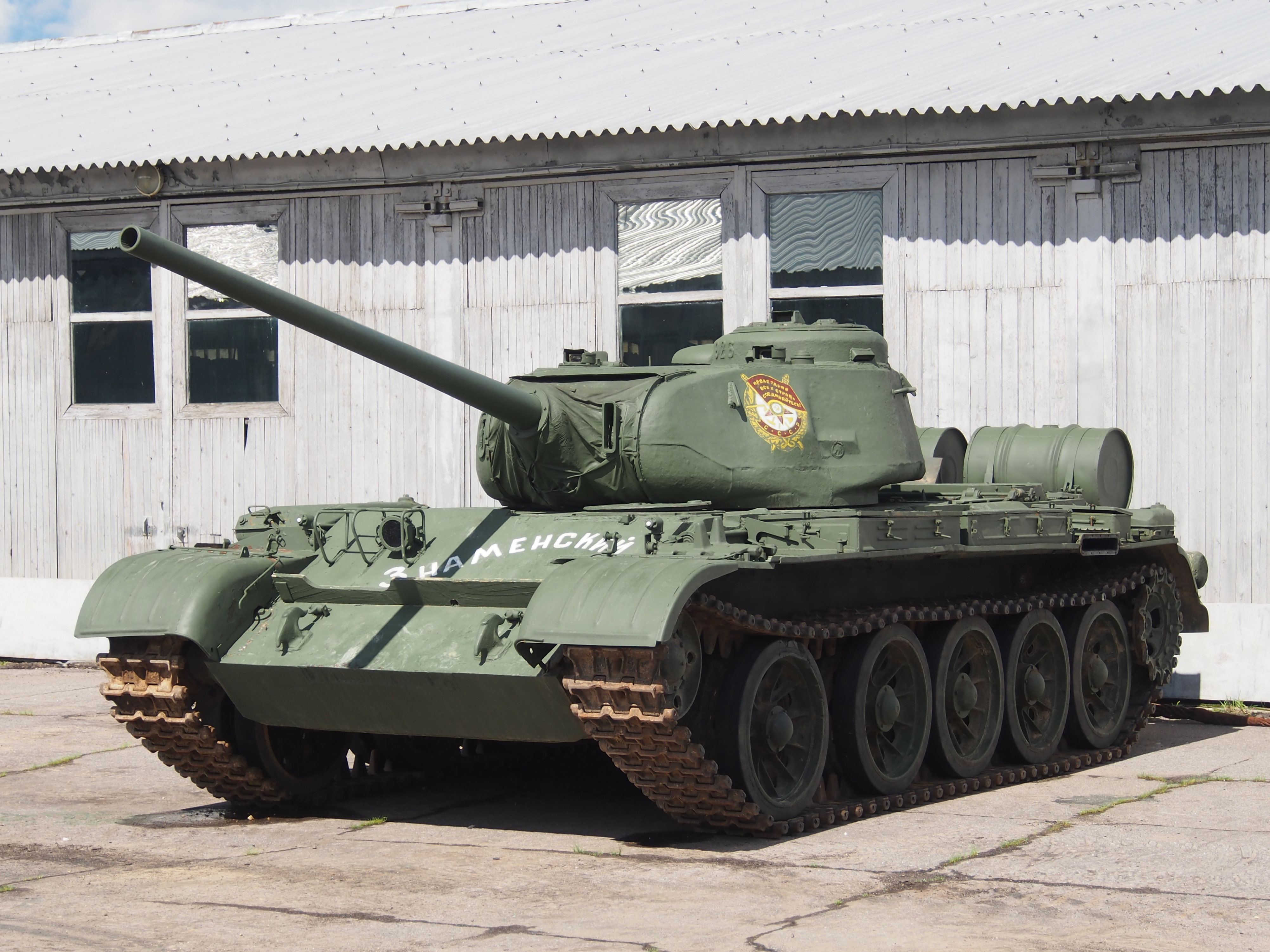
T-44 nhìn từ phía trước

T-44 có hình dáng gần tương tự T-34, tuy nhiên đã được làm cho rộng hơn. Thay vì sử dụng lại hệ thống treo lò xo Christie cồng kềnh, T-44 sử dụng hệ thống treo thanh xoắn, cũng như 2 bên thân thay vì làm dốc thì được đặt thẳng đứng, giúp cho trong xe có thêm nhiều không gian trống, cũng như vượt qua các khu vực địa hình gồ ghề được êm ái và nhanh hơn. Động cơ mới V-44 được đặt ngang thay vì dọc như động cơ trên T-34, bên cạnh đó, kích thước của động cơ này cũng giảm đi 300mm chiều dài do đổi chỗ máy bơm nước và dầu, cho phép có thêm không gian làm giáp dày hơn. Về tổng thể, chiều cao xe giảm 300mm.
Nhờ việc khoang động cơ được thu hẹp lại, khoang chiến đấu được mở rộng thêm về phía sau, giúp kíp lái thêm thoải mái trong quá trình vận hành. Điều này cũng làm cho tháp pháo được đặt lùi về gần chính giữa xe, giúp tải trọng được phân bố đều trên các con lăn. Vị trí tháp pháo cũng giúp cho giáp tháp pháo được tăng lên 120mm cong hình bán cầu, trong khi giáp trước thân lên tới 90mm thép nghiêng 60° (tương đương 180mm khi chiếu theo phương ngang). Tầm nhìn của lái xe cũng được cải thiện đáng kể so với trước đây.
Thiết kế xe mới cũng giảm kíp lái từ 5 người trên T-34 xuống còn 4 người, chỉ huy sẽ kiêm liên lạc viên, nhận lệnh trực tiếp từ cấp cao hơn, giúp việc điều hành xe được hiệu quả hơn. Súng máy nằm ở mặt trước T-34 thì giờ đã được loại bỏ, và chuyển lên tháp pháo, giúp đảm bảo an toàn cho lái xe.
Chiếc xe được nhập biên chế Hồng quân từ tháng 11-1944. Đã có tổng cộng 190 chiếc được sản xuất cho tới 4-1945, tuy nhiên chúng không kịp tham chiến.
Sau chiến tranh, đã có ý tưởng nâng cấp T-44 từ pháo 85mm lên pháo LB-1 100mm (Lavrenty Beria) cùng việc trang bị giáp rỗng 2 bên thân. Ý tưởng này đã bị bác bỏ, chỉ có 2 nguyên mẫu được chế tạo. Đồng thời nhu cầu của lục quân về xe tăng cũng thay đổi, họ cần xe tăng mới có thể lắp pháo 100mm. Trong thời gian này, những nguyên mẫu đầu tiên của dòng T-54 được chế tạo. Chiếc T-54-2 đã tỏ ra vượt trội hơn T-44A. Do đó T-54 đã được chấp nhận sử dụng vào năm 1950. Tổng cộng đã có 1823 chiếc T-44 được Hồng quân sử dụng.